# Alessandro II Pico
Alessandro II Pico della Mirandola (Mirandola, 30 de marzo de 1631 - Concordia sulla Secchia, 2 de febrero de 1691) fue un soldado italiano, duque de Mirandola y marqués de Concordia.

## Biografía
Era hijo de Galeotto IV y Maria Cybo-Malaspina (1609-1652), hija de Carlo I Cybo-Malaspina, príncipe de Massa y marqués de Carrara.
El 2 de septiembre de 1637, a la edad de seis años, heredó el dominio del Ducado de Mirandola por testamento de su abuelo Alessandro I. Recibió la confirmación de su investidura en 1641 por el emperador Fernando III de Habsburgo. Debido a su corta edad, la regencia fue encomendada a su madre y a la tía María (1613-1682), quien renunció a la tutela en 1648.
El 29 de abril de 1656 se casó con Anna Beatrice d'Este, hija del duque de Módena Alfonso III e Isabel de Saboya, con quien tuvo nueve hijos, así como tres hijos naturales.
En 1666, en el Ducado de Milán, estuvo al servicio del rey de España, Carlos II, quien lo nombró caballero del Vellocino de Oro .
A petición del papa Clemente IX, el 6 de junio de 1669 salió de Mirandola hacia Venecia, de donde partió al mes siguiente a la isla de Creta con nueve buques de guerra y 3000 soldados. Después de llamar a Zante, aterrizó en Candia el 23 de agosto de 1669 y se unió a las fuerzas francesas, pontificias y venecianas en la guerra de Candia contra los otomanos, que habían asediado la ciudad griega durante más de veinte años. Alessandro Pico fue nombrado maestro de campo de las tropas papales. Sin embargo, el 5 de septiembre de 1669 los defensores de Candia tuvieron que firmar la rendición a los turcos, obteniendo el honor de las armas. Alessandro, golpeado por la malaria, regresó a Mirandola donde fue recibido triunfalmente.
Era un príncipe aficionado a las artes e hizo que Mirandola construyera la iglesia del Gesù y la iglesia de los Siervos de María. Tenía una biblioteca y una galería de arte. Modernizó el castillo de Pico y pavimentólas calles de Mirandola. Intentó obtener la investidura de Mirandola como obispado, pero sin éxito.
A su muerte, dejó el reino del ducado de Mirandola a su joven nieto Francesco Maria II, confiando su gestión a su hermana Brigida Pico.

## Descendencia
Alessandro se casó con Anna Beatrice d'Este en 1656 y tuvo nueve hijos:
- Maria Isabella (1657-1720)
- Laura (1660-1720), casada con Ferdinando II Gonzaga , quinto y último príncipe de Castiglione y Solferino y marqués de Medole [4]
- Francesco Maria I (1661-1689), erudito y príncipe heredero de Mirandola, se casó con Anna Camilla Borghese de quien tuvo a Francesco Maria II
- Galeotto (1663 -1730), señor de San Martino Spino
- Virginia, (1665-1665), fallecida poco después de nacer
- Fulvia (1666-1731), se casó con Tommaso d'Aquino, príncipe de Feroleto y luego de Castiglione, gran de España.
- Giovanni (1667 -1710), militar y marqués de Quarantoli
- Lodovico (1668-1743), cardenal y patriarca de Constantinopla.
- Alessandro (1670-1711), caballero de Malta

También tuvo tres hijos naturales:
- Caterina, monja del monasterio de San Ludovico alla Mirandola
- Federico
- Gianfrancesco